# Magway (stad)
Magway är en stad i Myanmar. Den är huvudstad i Magwayregionen, i den centrala delen av landet, 130 km väster om huvudstaden Naypyidaw. Magway ligger 60 meter över havet och folkmängden uppgick till 94 000 invånare vid folkräkningen 2014.

## Geografi
Terrängen runt Magway är platt. Runt Magway är det ganska tätbefolkat, med 124 invånare per kvadratkilometer. Omgivningarna runt Magway är en mosaik av jordbruksmark och naturlig växtlighet.

## Klimat
Tropiskt monsunklimat råder i trakten. Årsmedeltemperaturen i trakten är 26 °C. Den varmaste månaden är april, då medeltemperaturen är 35 °C, och den kallaste är augusti, med 21 °C. Genomsnittlig årsnederbörd är 1 267 millimeter. Den regnigaste månaden är juli, med i genomsnitt 341 mm nederbörd, och den torraste är januari, med 1 mm nederbörd.